# Володарка Озера (роман)
«Відьма́к. Воло́дарка О́зера» (пол. Pani Jeziora) — сьома й остання книга з циклу «Відьмак» польського письменника Анджея Сапковського.

## Сюжет
Цірі нарешті знайшла вежу Ластівки (старша мова Tor Zireael), але ця вежа виявилася порталом в інший світ. Народ вільх намагається використати її у своїх планах. Єдинороги допомагають Цірі втекти, але вона губиться серед світів. Однак знаходяться дві чарівниці з майбутнього, які допомагають їй потрапити додому. Цірі вирушає на допомогу Йеннефер, але недооцінює Вільгефорца і потрапляє до нього в руки.
Королівства Півночі, об'єднавшись, дають бій Нільфгарду під Бренною і здобувають перемогу.
У цей час Ґеральт дізнається, де ховається Вільгефорц. Він разом з Кагіром, Ангулемою, Мільвою та Регісом вирушають до замку Вільгефорца. Вони прибувають якраз вчасно. Вільгефорц убитий Ґеральтом. Ціною цього стала смерть друзів Ґеральта.
Ґеральт, Цірі і Йеннефер вільні і знову разом, проте вони мають пройти ще одне, останнє випробування.

## Переклади українською
- Анджей Сапковський. Відьмак. Володарка Озера. (Книга 7). Переклад з пол.: Сергій Легеза. Харків: Клуб сімейного дозвілля, 2017. 576 стор. ISBN 978-617-12-3114-6